# Montils
Montils är en kommun i departementet Charente-Maritime i regionen Nouvelle-Aquitaine i västra Frankrike. Kommunen ligger  i kantonen Pons som ligger i arrondissementet Saintes. År 2022 hade Montils 871 invånare.

## Befolkningsutveckling
Antalet invånare i kommunen Montils
Referens:INSEE